# Verónica Villarroel
Veronica Villarroel (Santiago, 2 de octubre de 1965) es una soprano chilena, considerada unas de las más destacadas internacionalmente.

## Biografía

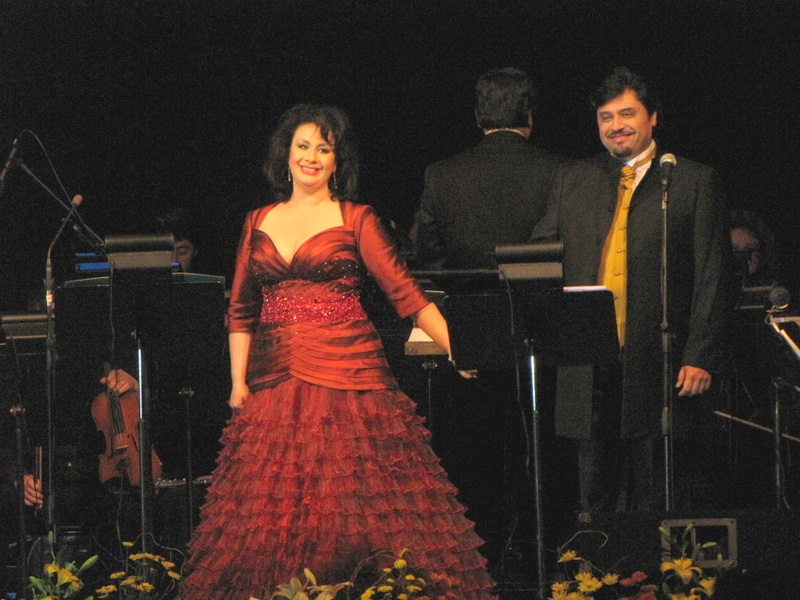
Verónica Villarroel durante un concierto en Talcahuano (2010).

Sus padres son Gerardo Villarroel y Luisa González.
Su carrera despegó de la mano de la soprano Renata Scotto, a quien considera su madrina musical, quien la descubrió cuando compartieron escena en La bohème de Giacomo Puccini, ópera en que Villarroel personificaba a Musetta, en mayo de 1986.
Posteriormente estudió canto con Ellen Faull en la Escuela Juilliard en Nueva York, y en 1989 ganó las audiciones nacionales para la Ópera Metropolitana de Nueva York,  debutando en dicho escenario en 1991, nuevamente en La bohème, pero esta vez en el rol de Mimì.
Desde entonces, se ha presentado en importantes escenarios como el Royal Opera House de Londres, el Teatro de La Scala de Milán, el Teatro Real de Madrid, el Gran Teatro del Liceo de Barcelona, el Teatro del Capitolio de Toulouse, entre otros.
El 24 de febrero de 2009 se presentó en la obertura del segundo día de la 50° versión del Festival Internacional de la Canción de Viña del Mar, donde recibió todos los galardones otorgados por el público: las antorchas de plata y oro y la gaviota de plata. En la ocasión interpretó el aria «Un bel dì vedremo» de Madama Butterfly y «Canción con todos».
En marzo de 2011 fundó su academia de canto en Santiago de Chile, y en junio de 2016 creó la Fundación Verónica Villarroel, que busca apoyar a jóvenes en su carrera musical.

## Discografía

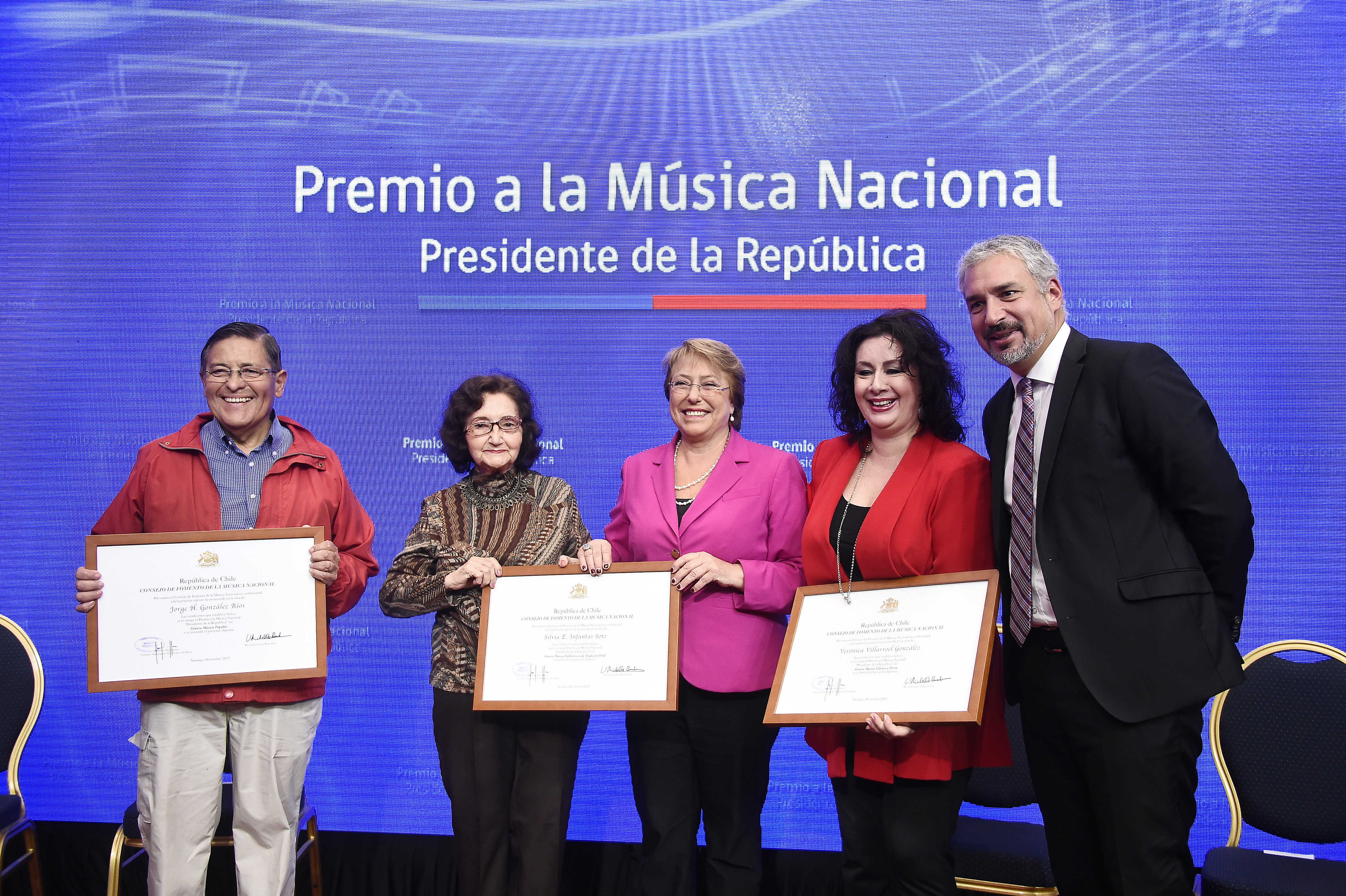
Villarroel (tercera de izquierda a derecha) en la entrega del Premio a la Música Nacional Presidente de la República en 2011.

- Huellas de tu amor (2007)[6]
- Cuando estoy contigo (2009)[6]
- Navidad en el parque (2015)[6]

## Premios y reconocimientos
Villarroel ha obtenido los siguientes premios:
- Premio Plácido Domingo como la artista lírica más importante de Latinoamérica (2002)
- Medal of Women (2007)
- Premio Bicentenario del Círculo de Críticos de Arte (2011)
- Advancement of Women Award del Scotiabank (2012)
- 100 mujeres líderes en Chile (2010)
- Premio a la Música Nacional Presidente de la República en la categoría de música docta (2015)